# Pylamorpha albida
Pylamorpha albida är en fjärilsart som beskrevs av Boris Ivan Balinsky 1994. Pylamorpha albida ingår i släktet Pylamorpha och familjen mott. Inga underarter finns listade i Catalogue of Life.